# Arbeitsgemeinschaft für Medizinisches Bibliothekswesen
Die Arbeitsgemeinschaft für Medizinisches Bibliothekswesen (AGMB e.V.) ist die größte fachspezifische Bibliothekarsvereinigung in Deutschland und zählt ca. 450 Mitglieder, überwiegend aus Deutschland.
Die Anfänge der AGMB reichen bis in das Jahr 1966 zurück. Auf einem Treffen medizinischer Fachreferenten in Frankfurt wurde der Vorschlag diskutiert, eine ständige Arbeitsgemeinschaft ins Leben zu rufen.
Der 3. Internationale Kongress für medizinisches Bibliothekswesen in Amsterdam 1969 gab dann den endgültigen Anstoß für die Gründung der AGMB am 17. November 1970 in Köln. Seit dieser Zeit hat die AGMB zahlreiche hervorragend organisierte (Jahres-)Tagungen mit großem Erfolg abgehalten und dadurch dem medizinischen Bibliothekswesen eine wertvolle Kommunikationsplattform gegeben. Mittlerweile intensivieren vier Arbeitskreise den Informations- und Erfahrungsaustausch noch weiter.
Auf Initiative des langjährigen Vorsitzenden Ulrich Korwitz (Deutsche Zentralbibliothek für Medizin) und mit Zustimmung der Mitgliederversammlung ist die AGMB seit dem 1. Juni 2000 ein eingetragener Verein mit Sitz in Köln.

## Ziele
„Der Verein hat den Zweck, das medizinische Bibliotheks- und Informationswesen zu fördern. Dazu berät er über allgemein interessierende Fragen in den genannten Gebieten, arbeitet auf die Zusammenarbeit aller auf den genannten Gebieten tätigen Personen und Organisationen hin, übernimmt die Ausarbeitung von Gemeinschaftsprojekten und erstellt Gutachten.“ (Aus dem Mission Statement)
- Förderung des medizinischen Bibliotheks- und Informationswesens
- Unterstützung der Kooperation zwischen den medizinischen Bibliotheken auf nationaler und internationaler Ebene
- Initiierung von Gemeinschaftsprojekten
- Anfertigung von Gutachten und Stellungnahmen
- Veranstaltung von Fortbildungstagungen mit Fachausstellung
- Vorstellung und Diskussion moderner Bibliothekstechniken

## Vorstand
Amtszeit 2021–2023:
- Vorsitzende: Claudia Wöckel, Universitätsbibliothek Leipzig – Bibliothek Medizin/Naturwissenschaften
- 1. Stellvertreterin: Iris Reimann, Universitätsbibliothek RWTH Aachen – Medizinische Bibliothek
- 2. Stellvertreterin: Martina Semmler-Schmetz, Medizinische Fakultät Mannheim – Bibliothek
- Schriftführerin: Sandra Stops, kbs – Die Akademie für Gesundheitsberufe GmbH
- Schatzmeisterin: Elisabeth Müller, ZB MED – Informationszentrum Lebenswissenschaften

## Arbeitskreise
- Arbeitskreis der Krankenhausbibliotheken

Gegründet: 1983 auf der AGMB-Jahrestagung in Offenbach am Main.
- Arbeitskreis der Pharmabibliotheken

Gegründet: 1993 auf der AGMB-Jahrestagung in Essen.
Aufgelöst: 2016 auf der AGMB-Jahrestagung in Göttingen.
- Arbeitskreis der Medizinbibliotheken an Hochschulen

Gegründet: 1995 auf der AGMB-Jahrestagung in Münster.
- Arbeitskreis Österreichische Medizinbibliothekarinnen und -bibliothekare

Gegründet: 2006 auf der AGMB-Jahrestagung in Jena.

## Tagungen
Seit dem 1. Treffen der AGMB am 3. Februar 1970 in Köln findet jährlich ein Treffen der AGMB statt.

## Publikationen
- AGMB aktuell

Archiv – AGMB aktuell
1997–2000
- Medizin – Bibliothek – Information

Archiv – medizin – bibliothek – information 1 (2001) – 5 (2005)
- GMS Medizin – Bibliothek – Information

Archiv – GMS Medizin – Bibliothek – Information seit 6 (2006)
- medinfo: Informationen aus Medizin, Bibliothek und Fachpresse